# 미쿠리야정 (돗토리현)
미쿠리야정(일본어: 御来屋町)은 일본 돗토리현 사이하쿠군에 있던 정이다. 현재의 다이센정의 일부에 해당한다.

## 역사
- 1889년 10월 1일 - 정촌제 시행에 의해 아세리군 미쿠리야촌이 성립하였다.
- 1896년 4월 1일 - 군의 통합에 의해 사이하쿠군에 소속되었다.
- 1899년 3월 18일 - 정으로 승격해 미쿠리야정이 되었다.
- 1906년 -  두 차례의 대화재 이후 상업 진흥책으로 농기구 시장을 개최했으며, 이후에 매년 개최하게 되었다.
- 1954년 4월 1일 - 나와촌, 쇼나이촌, 고토쿠촌과 합병해 나와정이 신설하여 폐지되었다.

## 교통

### 철도
- 일본국유철도
  - 산인본선

## 참고문헌
- 『商工資産信用録 第26回』商業興信所、1921 - 1926年。
- 鳥取新報社編『鳥取県人名鑑 昭和5年版』鳥取新報社、1930年。
- 『角川日本地名大辞典 31 鳥取県』角川書店、1982年。
- 『市町村名変遷辞典』東京堂出版、1990年。